# Daniel de Waldeck
 (août 2021).
Si vous disposez d'ouvrages ou d'articles de référence ou si vous connaissez des sites web de qualité traitant du thème abordé ici, merci de compléter l'article en donnant les références utiles à sa vérifiabilité et en les liant à la section « Notes et références ».
Daniel de Waldeck (1er août 1530 – 7 juin 1577 à Waldeck) est comte de Waldeck-Wildungen. Il est le troisième, mais le fils aîné survivant du comte Philippe IV de Waldeck (1493-1574) et de sa première épouse, Marguerite de la Frise Orientale (1500-1537).

## Biographie
Bien que ses parents soient des Calvinistes, Daniel devient catholique et en 1550, il devient chanoine de Strasbourg. Cependant, il démissionne de ce poste peu de temps après et rejoint l'armée française.
Le 4 avril 1567, il est porteur du cercueil lors des funérailles du comte Philippe Ier de Hesse. Probablement à ces funérailles, il rencontre Barbara (1536-1597), fille du défunt et veuve du comte Georges Ier de Wurtemberg (1498-1558). Il épouse, le 11 novembre 1568. Leurs armoiries peuvent encore être trouvées dans la tour d'escalier du Château de Waldeck. Le mariage reste sans enfant.
Après la mort de son père, en 1574, il hérite du château de Waldeck et la moitié de l'arrondissement de Waldeck, ainsi que de la ville et de l'arrondissement de Naumbourg.
Daniel est décédé le 7 juin 1577, et est enterré dans la crypte de la famille dans l'abbaye Marienthal à Netze (qui fait maintenant partie de Waldeck). Il est remplacé par son frère cadet Henri IX de Waldeck, qui est décédé plus tard dans l'année, le 3 octobre.